# Остроухов, Виктор Васильевич (генерал)
Виктор Васильевич Остроухов (род. 23 февраля 1955) — советский и российский деятель органов государственной безопасности, учёный, педагог. Генерал-полковник, с 2007 года возглавляет Академию Федеральной службы безопасности Российской Федерации — высшее учебное заведение, осуществляющее подготовку офицеров Федеральной службы безопасности и других спецслужб Российской Федерации. Доктор юридических наук, профессор.

## Биография
Родился 23 февраля 1955 года.
Образование высшее. В 1980 году окончил Высшую Краснознамённую школу КГБ СССР им. Дзержинского в г. Москве. Проходил службу на должностях оперативного и руководящего состава КГБ СССР и ФСБ России.
С 2001 года заместитель руководителя Департамента — начальник Организационно-оперативного управления Департамента по защите конституционного строя и борьбе с терроризмом ФСБ России.
С 2005 года — первый заместитель начальника Академии ФСБ России.
Указом Президента Российской Федерации 26 августа 2007 года назначен начальником Академии ФСБ России.

## Награды и звания
Воинское звание — генерал-полковник. За заслуги в обеспечении безопасности Российской Федерации награждён орденом Почёта, а также рядом других наград России и зарубежных стран.
Имеет почётные нагрудные знаки «За службу в контрразведке» 2-й и 3-й степеней, а также почётные награды зарубежных стран.
Заслуженный юрист Российской Федерации.
8 мая 2009 года Указом Президента РФ авторскому коллективу в составе: Ю. М. Боровинских, С. П. Мартынюк, В. В. Остроухов и Н. П. Патрушев (секретарь Совета безопасности РФ) за разработку учебного пособия «Основы специальной подготовки сотрудников органов федеральной службы безопасности, командируемых в зону проведения контртеррористических операций на территории Северного Кавказа» присуждена Государственная премия Российской Федерации имени Маршала Советского Союза Г. К. Жукова.
Доктор юридических наук, профессор.